# Сиббальд, Роберт
Ро́берт Си́ббальд (англ. Robert Sibbald; 1641 — 1722) — шотландский врач, географ и естествоиспытатель.

## Биография
Родился в Эдинбурге 15 апреля 1641 года пятым ребёнком в семье Дэвида Сиббальда (1589—1660), хранителя Большой печати Шотландии, и его супруги Маргарет Бойд (1606—1672). С 1650 года учился в школе в Купаре, близ которого, в Файфе, располагалось имение Сиббальдов. Затем получал образование в Королевской школе Эдинбурга, с 1653 года учился в Эдинбургском университете. В 1659 году под руководством Уильяма Твиди Сиббальд окончил университет со степенью магистра, затем в продолжение полугода изучал богословие.
В марте 1660 году Сиббальд отправился в Лейден для изучения медицины. Анатомию он изучал под руководством Франциска Дюбуа и Иоганна ван Горна, ботанику — с Адольфом Ворстом, химию — у Кристиана Маркграфа, брата путешественника Георга Маркграфа.
Затем Сиббальд учился в Париже у Ги Патена, в 1662 году получил в Университете Анже степень доктора медицины.
В 1667 году Сиббальд и Эндрю Бальфур основали в Эдинбурге ботанический сад. 30 сентября 1682 года Сиббальд стал рыцарем и лейб-медиком короля, а также королевским географом.
В 1685 году Роберт Сиббальд был избран первым профессором медицины в Эдинбургском университете, вскоре после этого он принял католичество. Современники Сиббальда были шокированы этим решением, его дом подвергся нападению и Сиббальд был вынужден бежать в Лондон, через некоторое время вновь стал протестантом.
С 26 апреля 1677 года Сиббальд был женат на Анне Лаус, умершей 27 декабря 1678 года вскоре после рождения дочери, также вскоре умершей. В ноябре 1682 года Сиббальд женился на Анне Оррак. Две их дочери, Элизабет (род. в ноябре 1687) и Юфейм (род. 2 сентября 1688).
9 августа 1722 года в Эдинбурге Роберт Сиббальд скончался.

## Некоторые публикации
- Schatz der Gesundheit oder Gründliche Anleitung zur Gesundheits-Pflege für alle Menschen (1709)

## Роды растений, названные в честь Р. Сиббальда
- Sibbaldia L., 1753 — Сиббальдия
- Sibbaldianthe Juz., 1941 — Сиббальдиецвет
- Sibbaldiopsis Rydb., 1898[1]